# Belgrano megye (San Luis)
Belgrano egy megye Argentína középső részén, San Luis tartományban. Székhelye Villa General Roca.

## Földrajz
A megye területén fekszik a Sierra de las Quijadas Nemzeti Park egy része.

## Népesség
A megye népessége a közelmúltban a következőképpen változott:
| Év   | Lakosság |
| ---- | -------- |
| 2001 | 3870     |
| 2010 | 3985     |